# Axiom závislého výběru
Axiom závislého výběru (zkráceně (DC) – „dependent choice“) je matematické tvrzení z oblasti teorie množin, které je slabší verzí axiomu výběru.

## Znění
Axiom závislého výběru lze vyslovit v kterékoli z běžně používaných axiomatizací teorie množin (ZF, NBG či KM) a to například takto:
Nechť X je množina a R binární relace na X splňující {\displaystyle \,(\forall a\in X)\,(\exists b\in X)\,aRb}. Pak existuje posloupnost {\displaystyle \,(x_{n})_{n\in \omega }} prvků X, že {\displaystyle \,x_{n}Rx_{n+1}} pro všechna {\displaystyle \,n\in \omega }.

## Důsledky
Z (DC) vyplývá axiom spočetného výběru, a tedy i všechny jeho důsledky. Z (DC) neplyne existence neměřitelné množiny reálných čísel nebo množiny reálných čísel, která nemá Bairovu vlastnost.

## Vztah k podobným axiomům
(DC) je důsledkem (obyčejného) axiomu výběru (AC), je ostře slabší (tj. (DC) neimplikuje (AC)). Naopak z (DC) vyplývá axiom spočetného výběru, který je ostře slabší než (DC).